# Dendrorycter marmaroides
Dendrorycter marmaroides là một loài bướm đêm thuộc họ Gracillariidae. Nó được tìm thấy ở Nhật Bản (Hokkaidō).
Sải cánh dài 7-8.8 mm. Ấu trùng ăn Alnus hirsuta và Alnus japonica.